# 福利亚达
福利亚达是葡萄牙波尔图区的一个堂区。总面积8.81平方公里，总人口736人，人口密度83.5人/平方公里。